# Thalheim bei Wels
Pour les articles homonymes, voir Thalheim.
Thalheim bei Wels est une ville d'Autriche située dans le district de Wels-Land (Bezirk), en Haute-Autriche.

## Personnalités
- Joseph von und zu Franckenstein (1910-1963), résistant au nazisme devenu agent américain de renseignements